# Longueira (Cap-Vert)
Longueira est une localité de l'île de Santiago au Cap-Vert.

## Description
Longueira est situé à 4 km au sud-ouest de João Teves et à 1,5 km à l'ouest de São Jorge dos Órgãos. Au sud se trouve le Monte Tchota, le point culminant des montagnes de Rui Vaz.
Longueira fait partie de la municipalité de São Lourenço dos Órgãos.
La route nationale EN3-ST12 relie João Teves à Longueira.

## Subdivisions
- Alecrim
- Casa Grande
- Covão
- Cutelo Manipo
- Frieza
- Mato Fortes
- Papaia
- Taberna
- Vazagua

## Population
Au recensement de 2010, la localité comptait 326 habitants.